# Saphenophis antioquiensis
Espèce
Synonymes
- Rhadinaea antioquiensis Dunn, 1943

Saphenophis antioquiensis  est une espèce de serpents de la famille des Dipsadidae.

## Répartition
Cette espèce se rencontre en Équateur et en Colombie.

## Description
L'holotype de Saphenophis antioquiensis, une femelle adulte, mesure 665 mm dont 159 mm pour la queue.

## Étymologie
Son nom d'espèce, composé de antioqui[a] et du suffixe latin -ensis, « qui vit dans,  le college St Michel  », lui a été donné en référence au lieu de sa découverte, San Pedro de los Milagros dans le département d'Antioquia en Colombie.

## Publication originale
- Dunn, 1943 : Notes in Colombian herpetology, I: A new snake of the genus Rhadinae. Caldasia, no 8, p. 307-308 (texte intégral).